# Moriusaq
Moriusaq [mɔˈʁiusɑq] (auch Manuusaq; nach alter Rechtschreibung Moriusaĸ bzw. Manûssaĸ; Inuktun Moriuhaq [mɔˈʁiuhɑ(q)]) ist eine wüst gefallene grönländische Siedlung im Distrikt Qaanaaq in der Avannaata Kommunia.

## Lage
Moriusaq liegt auf einem markanten Küstenstück an der Südwestküste einer großen Halbinsel am Uummannap Kangerlua (Wolstenholme Fjord) im Nordwesten Grönlands. Zehn Kilometer weiter schneidet der Iterlassuaq (Granville Fjord) tief in die Halbinsel ein und trennt damit den nördlichen Steensby Land genannten Teil ab. 38 km südöstlich von Moriusaq liegt Pituffik, während sich der Distrikthauptort Qaanaaq 81 km nördlich befindet.

## Geschichte
Moriusaq wurde 1963 gegründet, was den Ort zum jüngsten im Distrikt macht. 1970 lebten 57 Menschen am Ort. Es gab keine Schule, aber einen Depotladen. Ende der 1970er Jahre waren es bereits über 100 Einwohner. Obwohl die Gegend gute Möglichkeiten für die Jagd auf Vögel, Robben und Walrosse bietet, nahm die Einwohnerzahl danach stetig ab.
2009 lebten nur noch vier Personen in Moriusaq. Einer von ihnen begann alkoholisiert auf die anderen zu schießen, woraufhin einer dieser den Schützen in Notwehr erschoss und vorübergehend in Untersuchungshaft kam, wodurch die Einwohnerzahl auf zwei Personen sank. Das Dorf wurde kurz darauf aufgegeben.
Die leerstehenden Gebäude gehören größtenteils der Kommune. 2018 meldete die Bergbaugesellschaft Dundas Titanium Interesse an, die Gebäude zu kaufen, um sie zwecks Abbau von Ilmenit abzureißen. Am 11. Dezember 2020 wurde der Gesellschaft von Rohstoffminister Jens Frederik Nielsen eine 30 Jahre gültige Genehmigung zum Abbau von Ilmenit und anderen titanhaltigen Mineralen in einem 64 km² messenden Gebiet um Moriusaq erteilt.

## Bevölkerungsentwicklung
Moriusaqs Einwohnerzahl war in den 1970er Jahren noch dreistellig und ist seitdem stetig gesunken. Seit 2012 ist Moriusaq verlassen.